# Paul Kvick

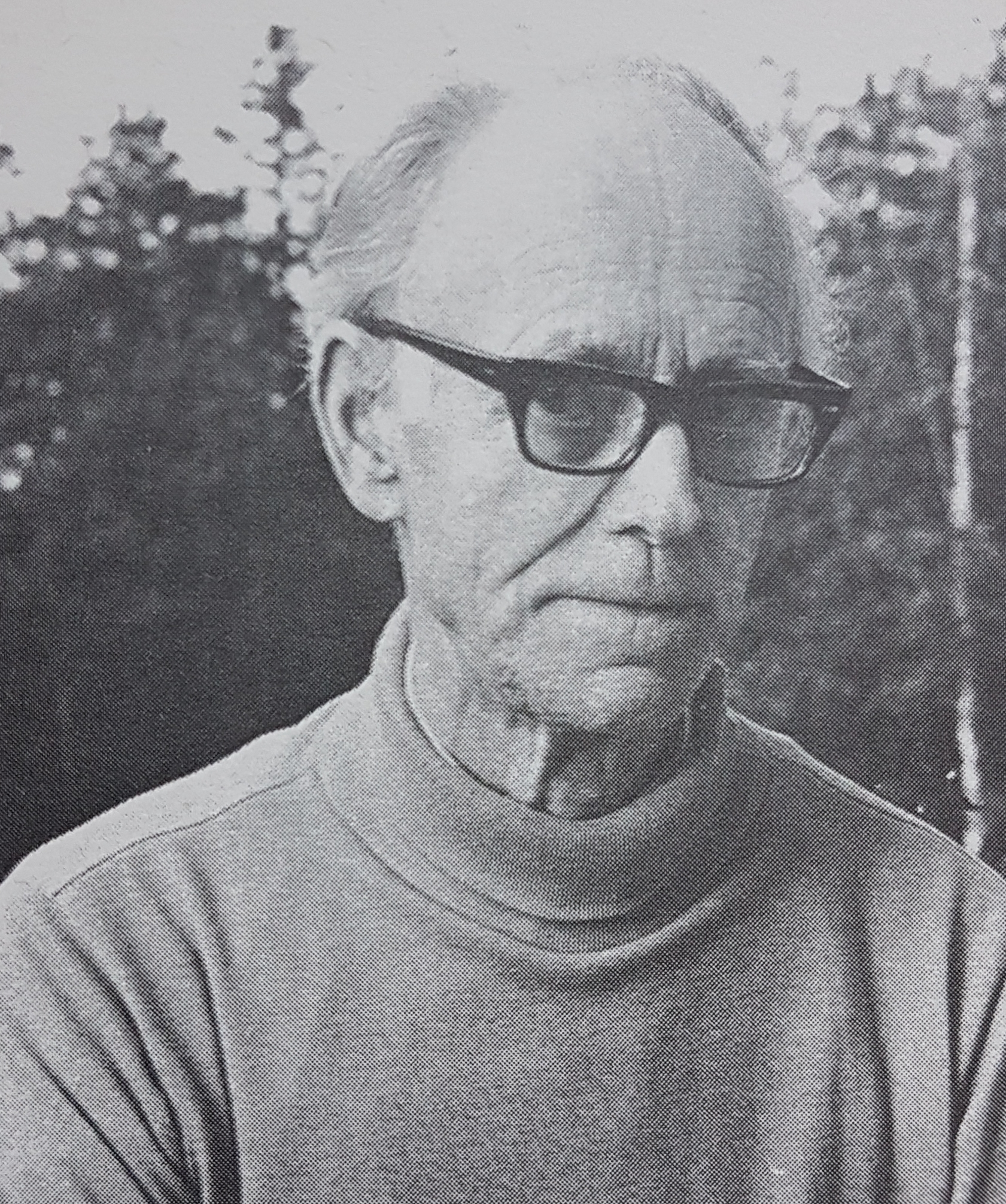
Paul Kvick

Paul Kvick, född 10 maj 1895 i Skövde, död 4 december 1976, var en svensk skulptör och målare. Han var bror till författaren Hjalmar Wallander.
Kvick flyttade till Kristinehamn 1918 och var under ett flertal år anställd vid Industriaktiebolaget Furuplywood. Under ett besök i Stockholm råkade han se en del djurskulpturer i ett konsthandlarfönster vid Brunkebergstorg; detta väckte lusten hos honom att modellera fram djurskulpturer i lera. Några år senare kom han underfund med att trä var det rätta materialet för honom. Han arbetade som konstnär på heltid från årsskiftet 1946-1947.
Kvick var autodidakt som träsnidare. Han medverkade i Värmlands konstförenings utställningar på Värmlands museum 1942-1948 och ett flertal gånger på Liljevalchs konsthall. Separat har han ställt ut i Kristinehamn 1954 och 1974.
Han tilldelades Konstakademins pensionärsstipendium 1973.
Hans skulpturer består huvudsakligen av djur utförda i trä. De tidiga föremålen har en större och råare uttryckskraft medan den senare produktionen har blivit mer överarbetad och polerad. Hans bildkonst består av akvareller med motiv från myrar och skogsbryn.
Kvick är representerad vid Värmlands museum.
En minnesutställning med Kvicks skulpturer visades på nämndhuset i Kristinehamn 1977. 